# 紅旗南路駅
紅旗南路駅（こうきなんろ-えき）は中華人民共和国天津市南開区に位置する天津地下鉄の駅。3号線、6号線が乗り入れ、合計3箇所の出入口がある。

## 駅構造

### 3号線
- 島式ホーム1面2線の地下駅で、ホームドアが設置されている。

### 6号線
- 島式ホーム1面2線の地下駅で、ホームドアが設置されている。

## 歴史
- 2012年10月1日 - 天津地下鉄3号線が開業。[1]
- 2016年8月6日 - 天津地下鉄6号線が開業。

## 隣の駅
■天津地下鉄3号線
王頂堤駅 - 紅旗南路駅 - 周鄧紀念館駅
■天津地下鉄6号線
一中心医院駅 - 紅旗南路駅 - 迎風道駅

## 参考
1. ↑  “地铁2、3号线公示最新站名 2号线：曹庄—空港”.   天津北方網. 2017年3月4日閲覧。